# Little Moon Lake
Little Moon Lake är en sjö i Algoma District i provinsen Ontario i den sydöstra delen av Kanada. Little Moon Lake ligger 230 meter över havet. Sjön har sitt utlopp i söder och vattnet rinner vidare till Matinenda Lakes östra ände. Little Moon Lake tillhör Blind Rivers avrinningsområde.